# Joseph Eberle
Joseph Eberle (Pseudonym unter anderem „Edgar Mühlen“.) (* 2. August 1884 in Ailingen-Reinachmühle; † 14. September 1947 in Salzburg) war ein deutscher Publizist und Herausgeber der katholischen österreichischen Zeitschrift Schönere Zukunft, zu deren Aufgabe er unter dem Nationalsozialismus 1940 gezwungen wurde.
Eberle war ein wirkungsvoller publizistischer Vertreter des Politischen Katholizismus in Österreich, der sich für das politische Programm des Austrofaschismus einsetzte und damit dem Nationalsozialismus vor allem in dessen antisemitischer Ausrichtung den Weg bereitete.

## Leben

### Kindheit und Studium
Joseph Eberle wurde 1884 in einer Mühle in Ailingen (Reinachmühle), heute ein Stadtteil von Friedrichshafen, als Sohn des Mühlenbesitzers Johann und dessen Frau Agathe, die aus Bavendorf stammte, geboren. Sein Bruder starb im Alter von vier Jahren beim Sturz von einem Holzfuhrwerk. Daraufhin errichteten seine Eltern eine Kapelle, die 1922 auf den Haldenberg versetzt wurde. Nach dem Besuch der Ailinger Volksschule entschloss sich Joseph, die Mühle seines Vaters nicht zu übernehmen, sondern die Lateinschule Mergentheim und das humanistische Obergymnasium in Rottweil zu besuchen. Nach seiner Reifeprüfung 1904 studierte er an den Universitäten Tübingen, Straßburg und Freiburg, wo er Vorlesungen in Philosophie, katholischer Theologie, Geschichte, Kunstgeschichte, Soziologie und Volkswirtschaft belegte. Während seines Studiums wurde er 1908 Mitglied der katholischen Studentenverbindung K.D.St.V. Arminia Freiburg im Breisgau und der KDStV Erwinia Strassburg. In Straßburg promovierte er mit einer Arbeit über den Theologen Bonaventura zum Doktor der Philosophie. Aufgrund einer Kehlkopferkrankung brach er die Vorbereitung zum theologischen Staatsexamen ab. Die Diagnose der Fachärzte, er dürfe seine Stimme nicht stark beanspruchen, schränkte ihn stark in der Berufswahl ein. Daher beschloss Joseph Eberle, sich der Pressearbeit zu widmen und besuchte deshalb ab 1911 Vorlesungen an der Universität Berlin.

### Erste Schriften
Als Ergebnis seiner Studien veröffentlichte Joseph Eberle 1912 sein erstes Buch mit dem Titel „Großmacht Presse“, das ihn berühmt machte und wahrscheinlich sein erfolgreichestes Buch blieb. Es wurde 1920 erneut aufgelegt und ins Englische, Italienische und Spanische übersetzt. Karl Heinz Burmeister bewertet Eberle aufgrund dieser Publikation als hervorragenden Kenner und Kritiker des modernen Zeitungswesens. In dem Kapitel „Presse und Juden“ habe er aber eine stark antisemitische Analyse des deutschen Pressewesens gegeben. Unter Berufung auf Houston Stewart Chamberlain, Werner Sombart und andere versuchte er die „Verjudung“ des Liberalismus und der Presse statistisch zu belegen. Mit seiner scharfen Kritik am Journalismus stand er nach Auffassung Karl Buchheims in der Tradition von Heinrich Wuttkes journalismuskritischem Werk von 1866. Von seiner Kritik ausgenommen waren weitgehend katholische Zeitungen, deren Verbreitung er fördern wollte, um eine katholische Pressebewegung zu schaffen.
1913 zog er nach Wien um, wo er als Redakteur für die Reichspost, eine katholische Zeitung, arbeitete und den Bereich „Allgemeine Kultur und religiöse Fragen“ leitete. Dort erregten seine Artikel durch die Sprache und seine Ideen allgemeine Aufmerksamkeit.
Während seiner dortigen Arbeit, publizierte Joseph Eberle außerdem weitere Bücher, die sich mit der Gesellschaft, der Politik, der Wirtschaft und der Kultur der Weltkriegszeit beschäftigten. 1916 heiratete er Edith Zacherl und erwarb die österreichische Staatsbürgerschaft.

Nach der Leitung der Wochenschrift „Das Neue Reich“ in den Jahren 1918 bis 1925 gründete er seine eigene Zeitschrift, der er den Namen „Schönere Zukunft“ gab und die allgemeine Themen aus katholischer Sichtweise beleuchtete. 1932 vereinigten sich beide Zeitschriften – Eberle setzte sich bei der Namensgebung durch.

### Im Nationalsozialismus

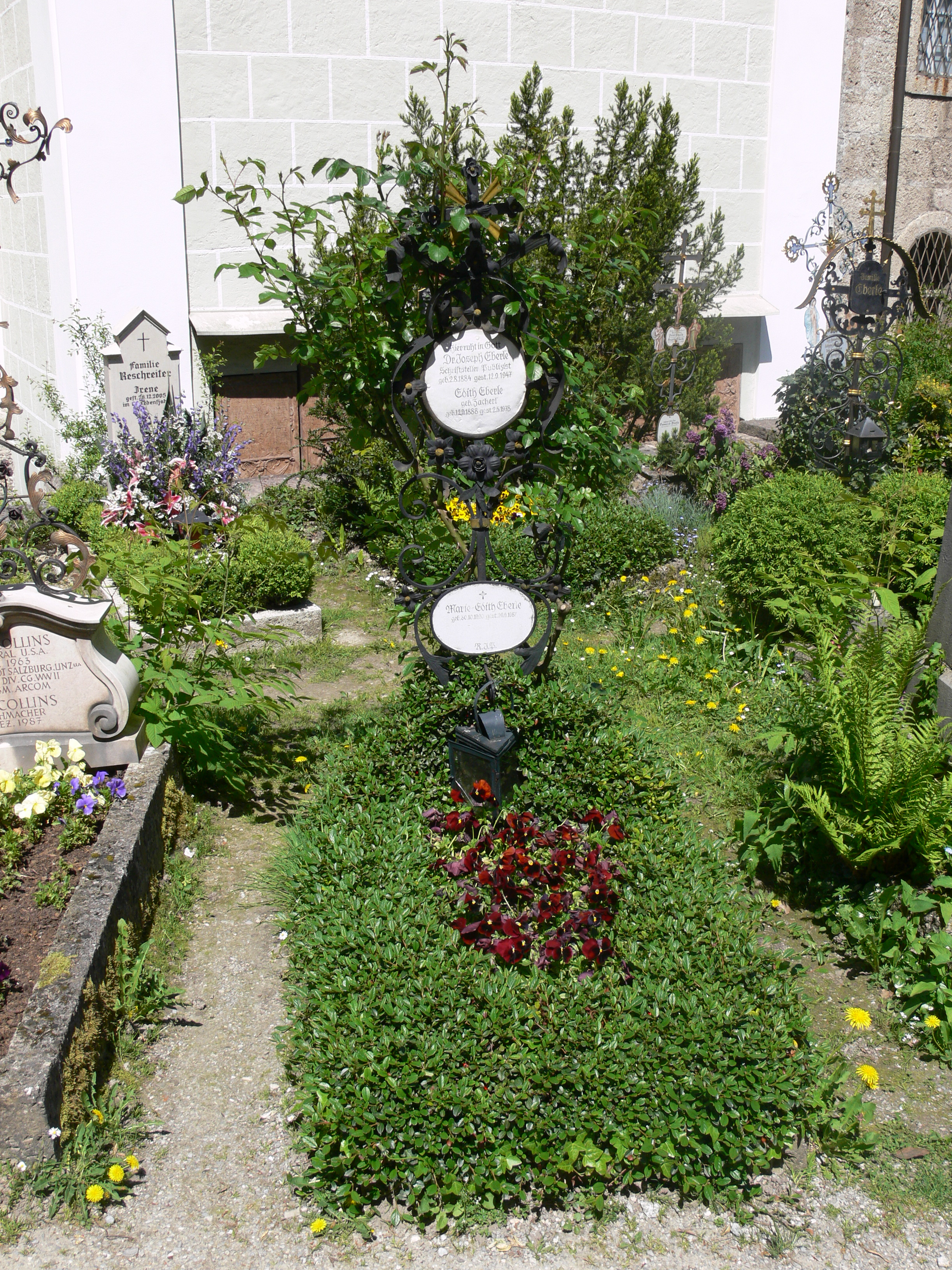
Grab auf dem Salzburger Petersfriedhof

Da sich mit 14.000 Beziehern die Hauptleserschaft der „Schönere Zukunft“ in Deutschland befand, wurden ab 1935 immer wieder einzelne Ausgaben beschlagnahmt. Anfang 1937 erfolgte ein vierteljähriges Verbot der Zeitschrift. Auf Anregung des Kardinals von Wien, Theodor Innitzer, wurde die „Schönere Zukunft“ mit dem Hinweis, dass auch deutsche Zeitschriften in Österreich erlaubt wären, wiederzugelassen. Unmittelbar nach dem Anschluss Österreichs an das Deutsche Reich, wurde Joseph Eberle zum ersten Mal zur Gestapo vorgeladen. Bei jeder Wiederholung solcher Verhöre wurde er von der Angst vor „Schutzhaft“ oder Gefängnis begleitet. Außerdem erhielt er schriftliche Verwarnungen des Reichspropagandaministeriums. Um seine Zeitschrift zu retten, verkaufte er sie an den Schwabenverlag, der das Redaktions- und Verwaltungspersonal beibehielt. Doch schon 1941 wurden Joseph Eberle und das gesamte Personal der „Schöneren Zukunft“ verhaftet. Die Anklage gegen Eberle persönlich lautete auf Störung und Zersetzung der Erziehungsarbeit des Führers. Nach der Einlieferung in ein Konzentrationslager wurde seine Zeitschrift als erste der großen, religiösen verboten. Aufgrund der Gefängniszustände wurde Joseph Eberle bereits nach drei Monaten krank und nach insgesamt acht Monaten auf das Gutachten eines Universitätsklinikers hin wieder freigelassen. Sein Wohnort wurde jedoch polizeilich kontrolliert und er wurde aus der Liste der Berufsschriftsteller gestrichen. Er zog in ein Landgut, das seinem Sohn gehörte, jedoch großteils für die Unterbringung Evakuierter beschlagnahmt worden war. Seine finanziellen Probleme versuchte er durch das Schreiben seines zweibändigen Werkes „Die Bibel im Lichte der Weltliteratur und Weltgeschichte“ zu bewältigen. Aufgrund der wachsenden Lebensmittelknappheit und des Bombardements auf Wien beschloss Eberle, zur befreundeten Familie Kohler nach Bezau zu ziehen. Dort erlebte er das Ende des Krieges.

### Die Nachkriegszeit
Seine Kriegserfahrungen und Lebenserinnerungen verarbeitete Joseph Eberle in der Autobiographie „Erlebnisse und Bekenntnisse“. Seine Zeitschrift „Schönere Zukunft“ belebte er entgegen den Erwartungen vieler Freunde und ehemaliger Leser nicht wieder. Nach einer Behandlung 1946/47 im Sanatorium Mehrerau und zwei Operationen am Magengeschwür in Salzburg, starb Joseph Eberle am 12. September 1947. Er ist auf dem Petersfriedhof Salzburg begraben.

## Positionen und Schriften
Joseph Eberle vertrat in seinen Büchern und seiner Zeitschrift eine rechtskatholisch-konservative Weltsicht. Als Anhänger der Monarchie lehnte er die liberale Demokratie ab und propagierte eine ständische Gesellschaft, womit er neben seiner rechtskatholischen Ausrichtung dem Programm des Austrofaschismus entsprach.
Seine Haltung gegenüber dem Nationalsozialismus war daher gespalten: Zum einen war sie durch die katholische Ablehnung des ideologischen Anspruchs des Nationalsozialismus und später durch das Verbot seiner Zeitschrift und seine Verhaftung geprägt, zum anderen deckte sie sich grundsätzlich mit seiner grundsätzlich antijüdischen, anti-„plutokratischen“, großdeutschen und antidemokratischen Haltung. Beispielsweise stimmte er einer „Volkshymne“ von Richard von Kralik zu, die folgendermaßen lautet:
Gott erhalte, Gott beschütze vor den Juden unser Land! Mächtig durch des Glaubens Stütze, Christen, haltet festen Stand! Lasst uns unser Väter Erbe schirmen vor dem ärgsten Feind, dass nicht unser Volk verderbe, bleibt in Treue fest vereint!
Die Novemberpogrome 1938 verstand er als Reaktion auf die angebliche „jüdische Schuld der Vergangenheit“ und billigte sie; in seiner Zeitschrift hetzte er gegen die so genannte „Verjudung“ Österreichs und gegen den angeblich zu bestimmenden und in seinem Sinne schädlichen jüdischen Einfluss auf die christlich geprägte Kultur.

In seiner Schrift Zertrümmert die Götzen lehnt er Liberalismus und Sozialdemokratie als Verkehrung der natürlichen und göttlichen Freiheit und Gesellschaftsordnung ab, sieht in ihnen die Ursachen kulturellen Verfalls und des politischen Versagens. In beiden unterstellt er einen entscheidenden Einfluss des „Judentums“, das er im Sinne einer Weltverschwörung interpretiert: 
Juden sind die stärksten Vorkämpfer jenes Liberalismus, der Förderung des Kapitalismus bedeutet; die natürliche Gegenbewegung gegen den Kapitalismus, der Marxismus, wird wiederum von den Juden so gebunden, dass die praktische Wirkung der theoretisch so gegensätzlichen Bewegungen doch immer wieder eine gemeinsame wird: Förderung der Weltherrschaftsträume Israels. (S. 234)
In De Profundis stellt er den Pariser Frieden als einen Frieden „von Gottlosen dar, die sich weder um das Naturrecht noch um das göttliche Gesetz kümmern.“ Eine über die moralisch gerechtfertigte Genugtuung, Entschädigung und Sicherung des Friedens hinausgehende Forderung gilt ihm als Verletzung des Naturrechtes. Hinter dem Ersten Weltkrieg wie dem Versailler Vertrag sieht er das Interesse der wirtschaftlichen Schwächung Deutschlands und die Interessen des internationalen Großkapitals. Er sieht eine allgemeine moralische Schuld aller Länder und appelliert an „das christliche Weltgewissen“, also die Auslandschristen, sich mit den Christen in Deutschland solidarisch zu erklären.
Sein postum von Franz König um ein Drittel gekürztes Werk Die Bibel im Licht der Weltliteratur und Weltgeschichte, von dem 1949 nur der erste Band zum Alten Testament mit einem Vorwort Franz Königs erschien, wurde 1951 in der Theologischen Literaturzeitung von Peter Thomsen rezensiert. Das „in glühender Begeisterung und stellenweise in einem ekstatischen Hymnus“ verfasste Werk kann nach Thomsens Einschätzung trotz aller Teilnahme für den Verfasser bei einem Protestanten keine ungeteilte Zustimmung erreichen. Er hebt Auslassungen, sachliche Irrtümer, Leichtigkeit in Umdeutungen, abfällige Bemerkungen über die Reformation, fehlerhafte Zitate und unrichtige „Kulturbilder“ aus der Vergangenheit und Gegenwart hervor. Die Bibelkritik werde als Pseudowissenschaft dargestellt, der wirkliche Geschichtsverlauf vernachlässigt oder ignoriert. Die ganze Geschichte Israels werde als Vorgeschichte des Christentums behandelt.
Eberle wird in seiner Auffassung des Judentums mit Adolf Bartels verglichen. Hervorgehoben wird, dass Eberle in seinem „antisemitische Stereotype übertragenden“ Werk zwischen einer „gesunden“ vorchristlichen und einer „anomalen“ nachchristlichen Form des Judentums unterscheide. Während er das vorchristliche positiv darstelle, sei das moderne Talmud-Judentum für ihn etwas völlig anderes, es sei lediglich weltlich orientiert.

## Ehrungen
Nach Joseph Eberle waren Grundschule und Realschule im Friedrichshafener Ortsteil Ailingen benannt. Beide verwenden den Namen nicht mehr.

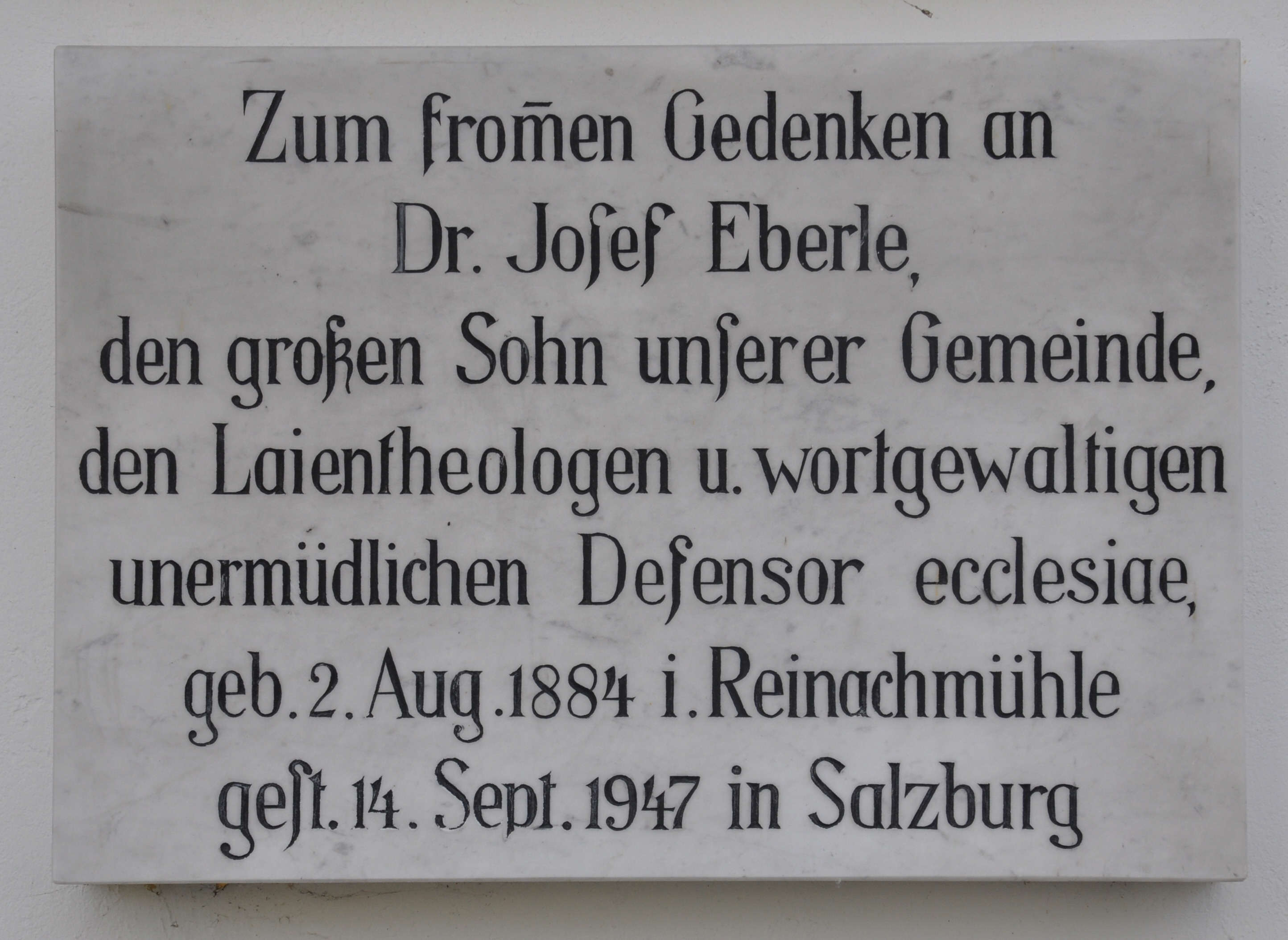
Ailingen Friedhof Gedenkstein Joseph Eberle

Ein Gedenkstein an der Friedhofsmauer in Friedrichshafen-Ailingen erinnert an Joseph Eberle. Dabei wird er als „Defensor ecclesiae“ (Verteidiger der Kirche) betitelt. Dieser Teil der Inschrift geht wahrscheinlich auf Kardinal Franz König (Wien) zurück, der 1949 in seinem Vorwort zum ersten Band von Eberles antijudaisierende Elemente enthaltender Schrift Die Bibel im Lichte der Weltliteratur den Autor mit diesem Ehrentitel auszeichnete.

## Schriften
- Großmacht Presse, Berlin 1912.
- Schönere Zukunft, Wien 1916.
- Zertrümmert die Götzen, Wien 1918
- Die Überwindung der Plutokratie, Wien 1918.
- De Profundis, Innsbruck 1921
- Zum Kampf um Hitler, Wien und Regensburg 1931.
- Die Bibel im Licht der Weltliteratur und Weltgeschichte, nach dem Tode des Verfassers bearbeitet und herausgegeben von Franz König, 2 Bände, Herder, Wien 1949.
- Das Los der christlichen Presse im dritten Reich, Bregenz 1945.
- Der Weg ins Freie, Stuttgart 1946.
- Erlebnisse und Bekenntnisse, Stuttgart 1947.